# 赤色追緝令：末日審判
《赤色追緝令：末日審判》（法語：Les Rivières pourpres II: Les anges de l'apocalypse）是一部法國動作懸疑電影，由奧利維耶·達安執導，盧貝松擔任編劇，尚·雷諾、班諾馬·吉梅、克里斯多福·李主演；於2004年2月18日上映。該電影為2001年電影《赤色追緝令》的續集。

## 劇情
在一個風雨交加的夜晚裡，法國東北部的拉波迪修道院，一間房內掛在牆上的耶穌受難十字架居然流出了鮮血，警察探長尼曼斯奉命調查此事，他用科學儀器發現牆後竟被活生生地塞入了一具屍體。隨後尼曼斯找到了死者菲利普的遺孀，遺孀表示菲利普是虔誠的教徒，非常熱衷於參與修院的宗教活動，他們還模仿耶穌和十二門徒合拍了一張照片，這幫信徒還有著跟使徒們相同名字和職業。尼曼斯順藤摸瓜來到菲利普的工作場所——馬其諾防線的礦道，在那裡他發現又有一人被殺。
另一方面警察雷達開車撞到了一名跟耶穌長得一模一樣的人（也是修院狂熱信徒之一），他遭人襲擊受了重傷，正覆誦著「啟示錄的天使要降臨了」的囈語。次日，雷達至醫院探望「耶穌」，但他發現一個神祕的黑衣教士正要殺害「耶穌」，雷達及時阻止並試圖抓拿他，但黑衣教士似乎擁有超自然能力般，迅速逃逸。
尼曼斯和雷達的調查交織在一起，這時一名神學專家瑪莉也加入了他們的行列。他們發現那張「耶穌和十二門徒」的照片裡面的人都先後被殺，三人來到拍攝那張照片的地點——一所大教堂內，主持神父告訴它們：當初在翻修拉波迪修道院時，在隧道裡發現了洛泰爾二世遺留下的寶藏，該寶藏設了重重機關，要等幾百年才能用鑰匙開啟一次（這一天即將到來），修院院長和那群狂熱信徒共同把守著秘密，但當時主持神父一時控制不住便偷了寶藏鑰匙。正當主持神父要將鑰匙交給尼曼斯他們時，數名黑衣教士出現奪走鑰匙，並用十字弓將神父射殺。
尼曼斯申請了搜索證，出動大批法國執法機構警員將拉波迪修道院搜索一遍，但仍一無所獲；雷達卻發覺來自德國的文化部長海茵里希·馮·家登也在修院中。尼曼斯採用激將法，試圖從修道院院長文森特神父口中套出寶藏所在地，但卻導致對方服毒自殺。
最終，尼曼斯透過推理推測寶藏是在修道院的鐘樓附近，於是和雷達兩人在夜晚潛入鐘樓；而瑪莉則留在醫院陪伴「耶穌」。另一方面，已握有鑰匙的馮·家登帶著大批手下前往馬其諾防線（防線與修院互通）；尼曼斯和雷達在祕密通道中發現了安非他命，才知道黑衣教士的「超能力」其實是來自於吸食毒品，隨即他們與馮·家登的手下遭遇，為其所俘虜。原來馮·家登年輕時是納粹軍人，曾親眼見識過寶藏所在地，現在他奉命要來帶走蘇普林堡王朝寶藏中那本類似「魔鬼聖經」的聖經，所有知道秘密的人都得死。馮·家登隨即以鑰匙啟動機關，打開了那本聖書；但另一頭瑪莉透過解讀「耶穌」的囈語，以無線電告訴尼曼斯想開啟寶藏還必須啟動某個機關，要不後果將無法想像。果不其然，一場大水遽然而至，淹沒了馮·家登及其手下；尼曼斯和雷達掙脫綑綁，透過吸食安非他命增強體力，成功逃出了馬其諾防線。

## 角色
- 尚·雷諾 飾 尼曼斯；法國執法機構警察探長
- 班諾馬·吉梅 飾 雷達；法國執法機構年輕的警察，與尼曼搭檔
- 卡米爾·娜塔 飾 瑪莉；法國執法機構中的神學家，協助破案
- 克里斯多福·李 飾 海茵里希·馮·家登；德國文化部長，年輕時曾是納粹軍人
- serge riaboukine 飾 文森特神父；拉波迪修道院院長
- 米蘭妮·讓帕諾米 飾 小柔；被毒販以毒品控制的，可憐妓女

## 外部連結
- IMDb上《赤色追緝令：末日審判》的資料 （英文）
- 豆瓣电影上《赤色追緝令：末日審判 （页面存档备份，存于）》的資料
- 時光網上《赤色追緝令：末日審判》的資料
- Yahoo奇摩電影上《赤色追緝令：末日審判》的資料
- 開眼電影網上《赤色追緝令：末日審判 （页面存档备份，存于）》的資料